# Coelinidea montana
Coelinidea montana är en stekelart som beskrevs av Riegel 1982. Coelinidea montana ingår i släktet Coelinidea och familjen bracksteklar. Inga underarter finns listade i Catalogue of Life.